# Kids with Guns
«Kids with Guns» es una canción de la banda virtual británica Gorillaz, del álbum Demon Days. Fue lanzado el 10 de abril de 2006 en el Reino Unido como un doble lado A con El Mañana como el cuarto y último sencillo del álbum. A diferencia de los anteriores sencillos del grupo (que se encontraban dentro del Top 10), "Kids With Guns/El Mañana" alcanzó el puesto #27 en su lanzamiento en el Reino Unido. Neneh Cherry participa como acompañante vocal.

## Lista de canciones
| Sencillo en CD 1. «Kids With Guns» - 3:47 2. «El Mañana» - 3:50 3. «Stop the Dams» - 5:39 Promo 1 en 7" 1. «Kids With Guns» - 3:47 2. «El Mañana» - 3:50 Promo 2 de CD 1. «El Mañana» - 3:50 2. «Kids With Guns» - 3:47 Maxi CD 1. «Kids With Guns» - 3:47 2. «Stop the Dams» - 5:39 Sencillo en DVD 1. «El Mañana» (Video) - 3:54 2. «Kids With Guns» (Video) - 3:47 3. «Don't Get Lost In Heaven» (Versión original del demo) - 2:29 4. «El Mañana» (Animaciones) - 3:54 | Edición japonesa en CD 1. «El Mañana» – 3:50 2. «Kids with Guns» – 3:47 3. «Stop the Dams» – 5:39 4. «Don't Get Lost in Heaven» (Versión original del demo) – 2:29 5. «El Mañana» (Video) – 3:54 Sencillo británico 1. «Kids with Guns» (Hot Chip Remix) – 7:07 iTunes EP 1. «El Mañana» – 3:50 2. «Stop the Dams» – 5:39 3. «El Mañana» (En vivo en Herlem) – 3:55 4. «Hong Kong» (En vivo en Mánchester) – 6:38 5. «Kids with Guns» (Video) – 3:47 |  |

## Video
"Kids With Guns" contiene las imágenes mostradas en el concierto de Demon Days en la Manchester Opera House en noviembre del 2005. En el video se muestran diferentes armas, con fondos en rojo o negro. Algunas veces un letrero de "23 mm" y varias armas con forma de molino de viento (representando la isla flotante de Noodle en el video de El Mañana).